# Holjebadet
Holjebadet är ett badhus i centrala Olofström. Här har det hållits SM i handikappsimning.
I badhuset finns en 25 meter bassäng, en barnpool och med en liten vattenrutschbana. 
Dessutom finns en relaxavdelning med en ångbastu och bubbelpool. Holjebadet huserar nu även Sveriges största offentliga infraröda bastu.